# La fiera, el rayo y la piedra

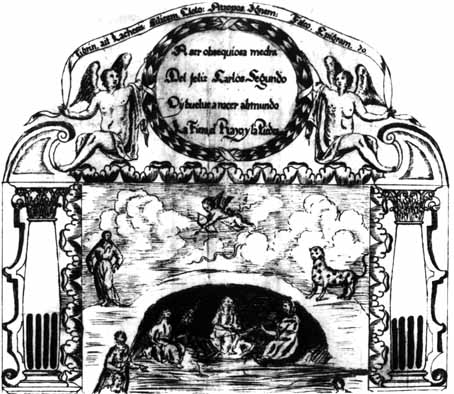
Telón de boca de la representación valenciana (1690). Según escenografía de José Gomar y Juan Bautista Bayuco. BNM. Ms. 14614.

La fiera, el rayo y la piedra es una comedia mitológica escrita por Pedro Calderón de la Barca para el cumpleaños de la reina Mariana de Austria, segunda esposa de Felipe IV. Se estrenó en mayo de 1652 en el Coliseo del Buen Retiro, con escenografía de Baccio del Bianco bajo el posible título de Las durezas de Anaxarte i el Amor correspondido. Fue impresa como La fiera en la Tercera parte de las comedias de Calderón, denominadas Excelmo (1664) y Excelentísimo («1644», reimpresión entre 1664 y 1674).
Se trata de una obra destacada en la historia de la escenografía en España, debido a las numerosas variantes escenográficas que aparecen en las distintas versiones disponibles (las impresas del siglo XVII y varias manuscritas del XVIII), así como por la existencia de un manuscrito correspondiente a una representación efectuada en Valencia en 1690, con 25 dibujos para la pieza publicados en 1930 por Ángel Valbuena Prat. Esto hace que La fiera sea una de las pocas obras del teatro barroco español que puede ser visualizada con una gran similitud a las representaciones de la época.

## Historia de la obra
Los Anales de Madrid de Antonio de León Pinelo, comentaban el estreno de la obra en mayo de 1652, en el Coliseo del Buen Retiro, bajo el título de Las durezas de Anaxarte i el amor correspondido, por el cumpleaños de la reina, Mariana de Austria, segunda esposa de Felipe IV. Había llegado a España en 1649 y su llegada a la corte había vuelto a reavivar el interés por las representaciones, que se habían visto afectadas por sucesos políticos y los fallecimientos de la primera esposa del rey, Isabel de Borbón en 1644 y del sucesor al trono, el príncipe Baltasar Carlos en 1646.
La pareja real asistía a las representaciones teatrales en el Salón Dorado (o Salón de Comedias) del Real Alcázar de Madrid, en El Escorial o El Pardo y especialmente al Coliseo del Buen Retiro, restaurado en 1650. Aunque su cumpleaños había sido el 22 de diciembre, no era infrecuente que las celebraciones se postergasen, ni que hubieran retrasos en los estrenos de comedias palaciegas. La nota consigna la autoría de Calderón, y como «executor de las apariencias» al «Vagio italiano». No se conserva manuscrito de dicha representación.
La escenografía de La fiera fue la primera tarea que encomendaron desde la corte española al florentino Baccio del Bianco. Había llegado en 1651 a Madrid para suceder como escenógrafo al también italiano Cosme Lotti (fallecido en 1643) y trabajó para la corte hasta su fallecimiento en 1657.
La fiera, el rayo y la piedra volvió a representarse en 1690, en el Palacio Real de Valencia, con objeto de festejar el matrimonio de Carlos II con su segunda esposa, Mariana de Neoburgo. La escenografía corrió a cargo de los valencianos José Gomar y Juan Bautista Bayuco.
En 1930 Ángel Valbuena Prat publicó los dibujos a pluma que acompañaban al manuscrito que describía las fiestas valencianas de 1690, trazados a partir de los decorados proporcionados por Gomar y Bayuco para la representación de las distintas escena de La fiera en aquella ocasión. 
Se trata de la única colección completa de bocetos escenográficos realizados por artistas españoles del siglo XVII.

## La obra
La fiera, el rayo y la piedra es una de las llamadas comedias mitológicas, que proporcionaban el marco propicio para el desarrollo de todo un imaginario lujoso y el despliegue de efectos escenográficos. La trama es un complejo tejido de tres motivos distintos que orbitan en torno al enfrentamiento entre Cupido (Eros), el amor profano o venéreo (del latín venereus, relativo a Venus), y Anteros, el amor púdico. 
La construcción de la trama, como en Los tres efectos de amor, piedad, desmayo y dolor y en Amigo, amante y leal, responde a una acción triple. Calderón se basó en tres historias inspiradas en la mitología griega: la fábula del desventurado Ifis enamorado de la desdeñosa Anaxarte; la de Pigmalión, que se enamoró de una estatua que cobró vida; y añadió la de Céfiro y Erífile.
El título designa tres símbolos relacionados con Cupido, representados también por los tres personajes femeninos: la fiera sería Erífile, presentada como una joven salvaje, que acabará desposándose con el príncipe Céfiro; el rayo designa a la cruel Anaxarte, de la que se enamora Ifis; la piedra es la escultura femenina adorada por Pigmalión. El motivo fantástico de la estatua viviente se desdobla en la obra: Anaxarte se convierte en estatua por castigo de Venus, al tiempo que, especularmente, la estatua (la Galatea del mito recogido por Ovidio) adquiere vida.
Calderón conformó una comedia engranando, alrededor de un título que remite al dios Cupido, historias y motivos diversos que remiten a Las metamorfosis de Ovidio. 
Ifis era un pastor enamorado de la rica y hermosa pero cruel doncella Anaxarte, en Chipre. Desesperado por su desdén, Ifis se quitó la vida colgándose en la puerta de la casa de su amada. Los ciudadanos, conmovidos, le organizaron una procesión funeraria. Al pasar ante la casa de Anaxarte, esta se burló del joven muerto. Afrodita, que conocía los pesares de Ifis y compartía la pena de la multitud congregada, en un arrebato de furia convirtió a la bella Anaxarte en piedra. El pueblo de Chipre situó la estatua en un templo en Salamina, donde quedó como recordatorio de la crueldad de la doncella. 
Calderón se aparta de Ovidio dejando que Ifis sobreviva a su infortunado amor. También presentó al pastor Ifis del mito como un príncipe aventurero de Tiro y a Céfiro (dios del viento del oeste) como príncipe de Trinacria. Pigmalión, rey de Chipre en la historia ovidiana, es presentado como un escultor exiliado en busca de mecenas.
Además del escenario en perspectiva, los técnicos y tratados sobre escenografía, de Italia surgió también el gusto por las fábulas mitológicas, con una tipología de escenarios propia, de la que pueden destacarse seis principales, cada uno con su propio significado alegórico: el palacio, el lugar desde donde se gobierna el mundo; la selva o el bosque, que representan el extravío de la mente, el laberinto de decisiones y errores; el cielo, donde se escribe el destino de los hombres; el jardín, lugar de placer; el mar, lugar de tempestades y bonanzas y representación de las tribulaciones humanas; y el infierno, que alude a los impulsos e instintos.
La nota de los Anales de Madrid explica: «Mudávase el tablado siete veces. Representávase con luces por dar la vista que pedían las perspectivas. Duraba siete horas. El primer día la vieron en público los Reyes. el segundo los Consejos. El tercero la Villa de Madrid. Y después se representó al Público otros 37 días con el mayor concurso que se ha visto.» 
La complejidad escénica y musical de la obra muestra cómo el escenario se había convertido ya, a mediados del siglo XVII, en una versión abreviada del mundo de gran variedad y riqueza. La obra se divide en tres actos o jornadas en las que se sucede la secuencia de ambientes habituales (Pinelo habla de siete cambios de tablado) que conducen progresivamente al espectador desde la naturaleza salvaje y primitiva de la primera jornada, ambientada en la costa y el bosque, en la cueva de las Parcas y la fragua de Vulcano, a los jardines de palacio en la segunda, que resumen la visión de la naturaleza dominada por el arte, hasta llegar al palacio de Pigmalión y sus interiores en la tercera jornada, en la que finalmente los dioses descienden de los cielos a la propia sala teatral, rompiendo la separación con el escenario.